# Jan Foremniak
Jan Foremniak (ur. 17 maja 1910 w Podszkodziu w powiecie opatowskim, zm. 16 stycznia 1945 w Ostrowcu Świętokrzyskim) – działacz komunistyczny, szpieg sowiecki, oficer AL.

## Życiorys
Po ukończeniu w Ostrowcu czterech klas gimnazjum im. Joachima Chreptowicza oraz szkoły rzemieślniczej pracował jako ślusarz. Od wczesnej młodości związał się z ruchem komunistycznym. Działał początkowo w Związku Młodzieży Komunistycznej (ZMK) (później KZMP) w Ostrowcu, gdzie był sekretarzem Komitetu Dzielnicowego (KD). Od 1930 był członkiem KPP, wchodził w skład KD.
Za udział (wspólnie z Lucjanem Partyńskim) w zabójstwie rzekomego prowokatora J. Nawrota został aresztowany 27 maja 1932 i wyrokiem Sądu Okręgowego w Radomiu 2 lipca 1932 skazany na bezterminowe ciężkie więzienie; w drugim procesie za działalność komunistyczną skazany 15–16 lutego 1933 na 5 lat więzienia.
Działał na rzecz Moskwy zbierając informacje o polskim przemyśle zbrojeniowym.
Po agresji III Rzeszy na Polskę we wrześniu 1939 uwolniony z więzienia w Rawiczu. Po agresji ZSRR na Polskę znalazł się na terenie okupacji sowieckiej w Białymstoku. Po ataku III Rzeszy na ZSRR w czerwcu 1941 ewakuowany do Kazachstanu, gdzie pracował jako majster na kolei. W połowie 1942 skierowany do szkoły partyjnej w Moskwie. W maju 1943 został przerzucony na tyły armii niemieckiej na Ukrainę, a od wiosny 1944 działał na terenie Ostrowca, gdzie włączył się do pracy w PPR i AL. W stopniu kapitana był oficerem informacji w sztabie Okręgu Radom-Kielce AL i od lipca 1944 oficerem bezpieczeństwa 2 batalionu 1 Brygady AL im. Ziemi Kieleckiej.
Po wyparciu wojsk niemieckich z Ostrowca został mianowany wojewodą kieleckim. Jeszcze przed objęciem funkcji wraz z kilkoma towarzyszami dokonał napadu rabunkowego na prywatne mieszkanie, podczas którego został zastrzelony przez żołnierza AK Stanisława Kosickiego. Wydarzenie to, po spreparowaniu przez propagandę komunistyczną, stało się kanwą powieści Jerzego Andrzejewskiego Popiół i diament.